# Walter Evans-Wentz

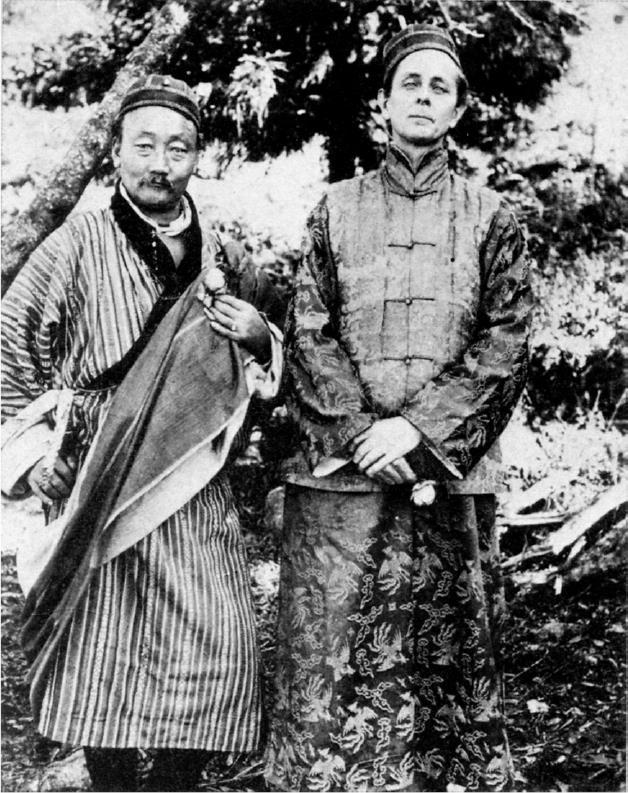
Walter Evans-Wentz and Lama Kazi Dawa Samdup fotografiert etwa 1919

Walter Yeeling Evans-Wentz (* 2. Februar 1878 in Trenton, New Jersey; † 17. Juli 1965 in Encinitas, Kalifornien) war ein US-amerikanischer Anthropologe und Schriftsteller.

## Leben
Schon früh durch die Theosophie beeinflusst, studierte Evans-Wentz an der Stanford-Universität und beschäftigte sich mit keltischer Mythologie auch auf einer Forschungsreise durch Irland und England auf der Suche nach Berichten über Sichtungen von Feen. Ausgedehnten Reisen durch Mexiko folgte ein fünfjähriger Aufenthalt in Asien, von Ceylon bis in den Himalaja. In dieser Zeit wurde er buddhistischer Mönch.
Er leistete hinsichtlich des tibetischen Buddhismus Pionierarbeit, übersetzte das Bardo Thödröl und schrieb unter anderem Bücher über Milarepa.

## Werke (Auswahl)
- The Fairy-faith in Celtic Countries, London, New York, H. Frowde, 1911.
- The Tibetan Book of the Dead; or, The after-death experiences on the Bardo plane, according to Lāma Kazi Dawa-Samdup’s English rendering, with foreword by Sir John Woodroffe, London, Oxford University Press, H. Milford, 1927.
- Tibetan Yoga and Secret Doctrines; or, Seven books of wisdom of the great path, according to the late Lāma Kazi Dawa-Samdup’s English rendering; arranged and edited with introductions and annotations to serve as a commentary, London, Oxford University Press, H. Milford, 1935.
- Tibet’s Great Yogī, Milarepa: a biography from the Tibetan; being the Jetsün-Kahbum or biographical history of Jetsün-Milarepa according to the late Lāma Kazi Dawa-Samdup’s English rendering (2d ed.), edited with introd. and annotations by W. Y. Evans-Wentz, London, New York: Oxford University Press, 1951.
- The Tibetan Book of the Great Liberation; or, The method of realizing nirvana through knowing the mind, preceded by an epitome of Padma-Sambhava’s biography and followed by Guru Phadampa Sangay’s teachings. According to English renderings by Sardar Bahädur S. W. Laden La and by the Lāmas Karma Sumdhon Paul, Lobzang Mingyur Dorje, and Kazi Dawa-Samdup. Introductions, annotations, and editing by W. Y. Evans-Wentz. With psychological commentary by C. G. Jung. London, New York, Oxford University Press, 1954.
  - Deutsch
- Das Tibetanische Totenbuch. 335 Seiten, Artemis & Winkler, 2003, ISBN 353807173X
- Geheimlehren aus Tibet. Yoga und der Pfad des Mahayana Buddhismus. 364 Seiten, Heyne, 1997, ISBN 3453125819
- Milarepa: Tibets großer Yogi. O.W. Barth, Frankfurt/Main 1998, ISBN 3-502-65191-4